# Sermiers
Sermiers ist eine französische Gemeinde mit 565 Einwohnern (Stand: 1. Januar 2022) im Département Marne in der Region Grand Est (vor 2016 Champagne-Ardenne). Die Gemeinde gehört zum Arrondissement Reims und zum Kanton Fismes-Montagne de Reims. Die Einwohner werden Sarmates genannt.

## Geographie
Sermiers liegt etwa 16 Kilometer südlich des Stadtzentrums von Reims. Umgeben wird Sermiers von den Nachbargemeinden Villers-aux-Nœuds im Norden, Villers-Allerand im Osten und Nordosten, Germaine im Osten und Südosten, Saint-Imoges im Süden, Nanteuil-la-Forêt im Südwesten, Courtagnon im Westen und Südwesten sowie Chamery im Westen und Nordwesten.

## Bevölkerungsentwicklung
| Jahr                       | 1962 | 1968 | 1975 | 1982 | 1990 | 1999 | 2006 | 2018 |
| Einwohner                  | 382  | 432  | 519  | 522  | 524  | 572  | 585  | 561  |
| Quellen: Cassini und INSEE |      |      |      |      |      |      |      |      |

## Sehenswürdigkeiten

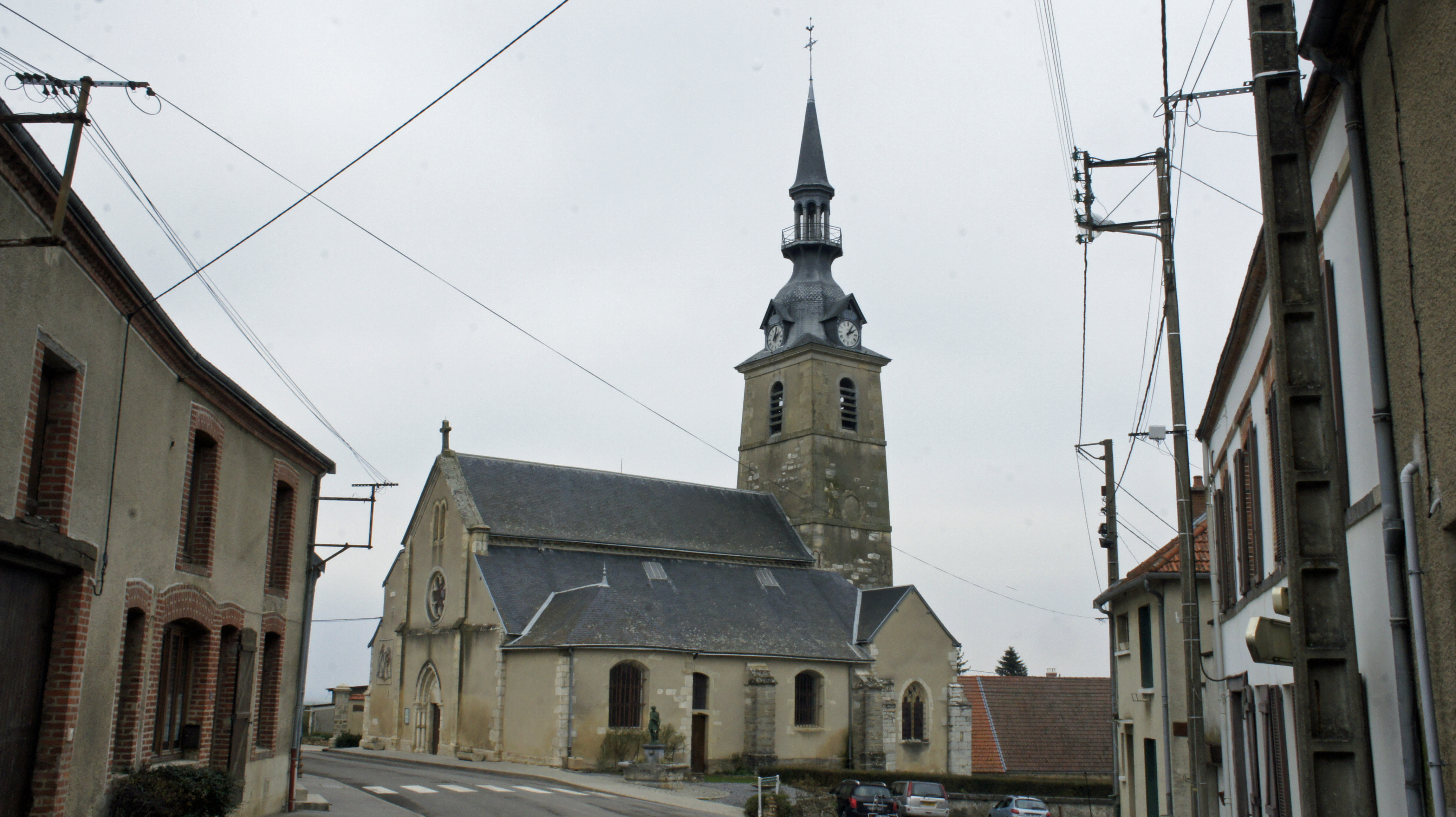
Kirche Saint-Simon-et-Saint-Jude

- Kirche Saint-Simon-et-Saint-Jude